# Samburupithecus
Samburupithecus kiptalami
Genre
Espèce
Samburupithecus est un genre éteint de primates de la famille des hominidés, découvert en 1982 au Kenya et décrit en 1997. Il vivait en Afrique de l'Est au cours du Miocène supérieur, il y a 9,6 millions d'années.

## Liste d'espèces
Selon Paleobiology Database (2 octobre 2020), le genre Samburupithecus ne compte qu'une seule espèce :
- Samburupithecus kiptalami (Ishida & Pickford, 1997)

## Historique
Samburupithecus a été découvert en 1982 sur le site des Samburu Hills, dans la Réserve nationale de Samburu, au Kenya, par une équipe nippo-kenyane. Il a été décrit seulement 15 ans plus tard, en 1997, par le japonais Hidemi Ishida (d) et le kenyo-britannique Martin Pickford.

## Description
Le seul fossile trouvé en 1982 (noté KNM-SH 8531) consistait en un fragment de maxillaire gauche portant l'alvéole de la canine, deux prémolaires et trois molaires. 
Les prémolaires ont trois racines, une couche d'émail épaisse, et de faibles cuspides (prémolaires bunodontes). Par sa taille et la pneumatisation (sinus maxillaires) de la racine antérieure de l'arcade zygomatique, le fossile se rapproche du gorille actuel, mais en diffère par la plupart de ses caractères dentaires et maxillaires.
Samburupithecus pesait environ 60 kg et était probablement un quadrupède terrestre frugivore. Les analyses paléoenvironnementales indiquent qu'il vivait dans un habitat mixte de forêt et de savane.

## Datation
Le fossile a été daté de 9,6 millions d'années en 1987.

## Analyse
On a trouvé à ce jour très peu de fossiles d'hominidés datés entre 7 et 14 millions d'années en Afrique. La nature très fragmentaire des fossiles de Samburupithecus alimente les controverses entre spécialistes sur sa classification exacte.
Pour ses découvreurs, Samburupithecus pourrait être un taxon basal des homininés, antérieur à la divergence entre Gorillini et Hominini.

## Publication originale
- Hidemi Ishida et Martin Pickford, « A new Late Miocene hominoid from Kenya: Samburupithecus kiptalami gen. et sp. nov », Comptes rendus de l'Académie des sciences. Série 2. Fascicule a, Sciences de la terre et des planètes, vol. 325, no 10,‎ novembre 1997, p. 823-829 (ISSN 1251-8050 et 1778-4107, DOI 10.1016/S1251-8050(97)82762-0).